# ماتریس داده

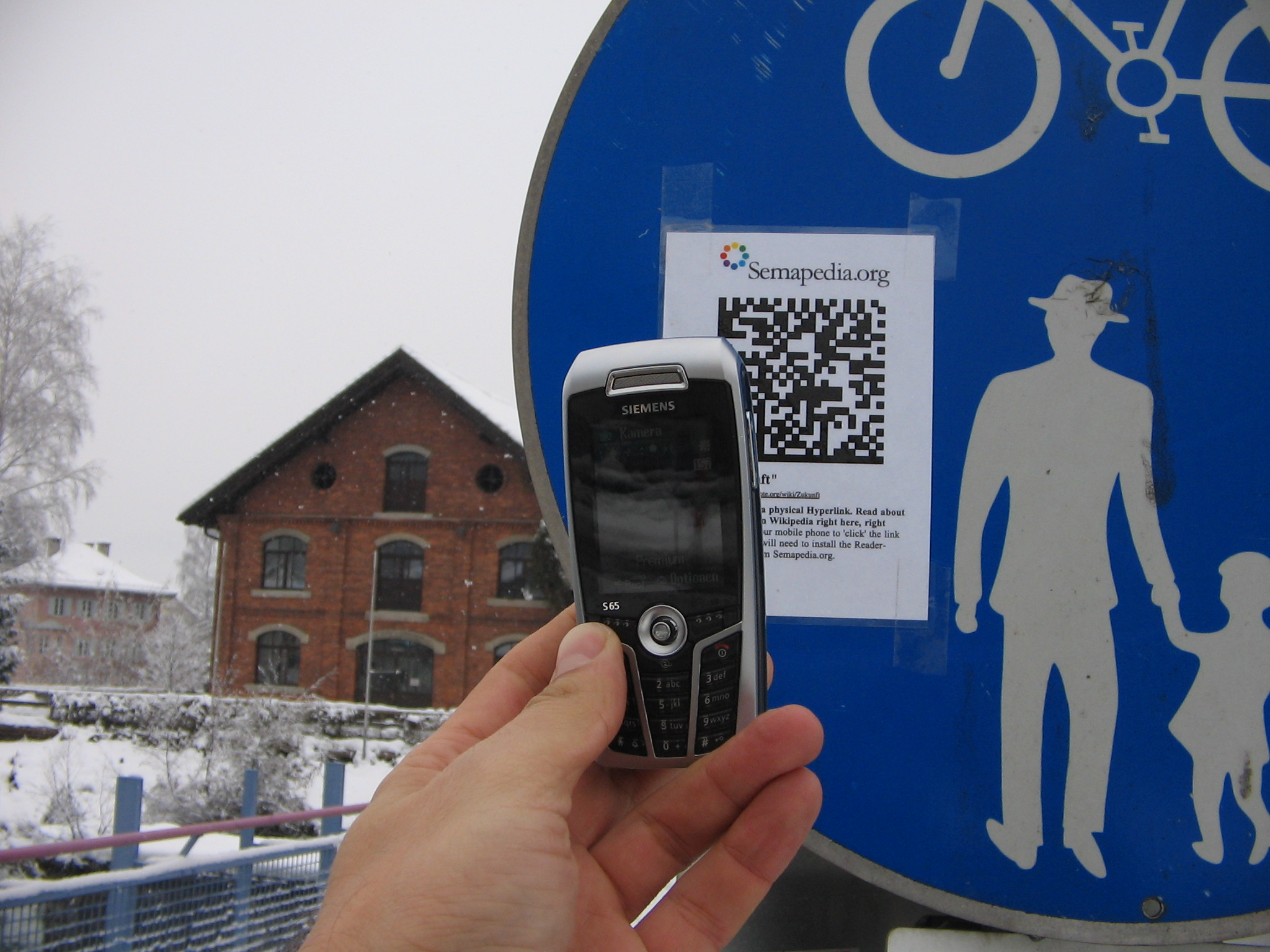
Reading Data Matrix code with mobile phone (Semacode project)

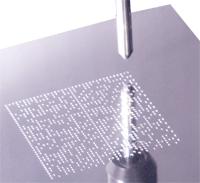
Marking surfaces

ماتریس داده‌ها (به انگلیسی: Data Matrix) یک بارکد ماتریسی دو بعدی است که دارای سلول‌های سیاه و سفید، یا ماژول‌هایی است که در یک الگوی مربعی یا مستطیلی مرتب شده‌اند. اطلاعات قابل کد شدن در این ماتریس می‌تواند اطلاعات خام یا متن باشد. اندازه داده‌های معمولی می‌تواند از مقدار کمی بایت تا ۲ کیلوبایت تغییر کند. طول داده‌های کد شده بستگی به اندازه نشان مورد استفاده دارد. کدهای تصحیح خطا برای افزایش استقامت نشانه به ان اضافه می‌شوند. بدین معنی که در صورت آسیب دیدگی قسمتی از آن، باز هم قابل خواندن باشند. یک نشانه ماتریس داده می‌تواند تا ۲٬۳۳۵ نویسه الفبارقمی را ذخیره کند.
نشانه‌های مارتیس داده که در ظاهر مستطیلی و غالباً مربعی هستند، از سلول ساخته شده‌اند: المان‌های کوچکی که بیت‌ها را نمایش می‌دهند. بر اساس موقعیت یک ماژول (یا سلول) می‌تواند «روشن»، یعنی ۰، یا «تاریک»، یعنی ۱، باشد یا بالعکس. هر ماتریس داده از دو مرز "L" شکل کنار هم که «الگوی خواننده» نامیده می‌شود》 تشکیل شده‌است و دو مرز دیگر از «سلول»ها یا ماژول‌هایی که به‌طور متناوب روشن و تیره می‌شوند تشکیل شده‌است 《که «الگوی زمان‌بندی» نامیده می‌شود》. در میان این مرزها ستون‌ها و ردیف‌هایی از اطلاعات واقع شده‌است. پس از آن که الگوی زمان‌بندی تعداد ستون و ردیف‌ها را در نشانه مشخص کرد، الگوی خواننده برای موقعیت‌یابی و چرخش نشانه مورد استفاده قرار می‌گیرد. هر چه تعداد بیشتری از اطلاعات در نشانه ذخیره می‌شود، تعداد سلول‌ها 《ردیف و ستون‌ها》 افزایش خواهد یافت. نشانه از ۸×۸ تا
۱۴۴×۱۴۴ تغییر اندازه خواهد داشت.

## کاربرد
معمول‌ترین کاربرد مارتیس داده در نشانه گذاری بسته‌های کوچک است، زیرا با استفاده از آن پنجاه کاراکتر در یک مربع ۲ در ۳ میلی‌متر و تنها با ۲۰٪ اختلاف رنگ قابل خواندن است. ماتریس داده قابل گسترش است، با کاربرد صنعتی از ۳۰۰ میکرومتر تراشکاری بر روی قطعات سیلیکونی با ابعاد ۶۰۰ میکرومتر) و به بزرگی ۱ متر 《۳ فوت》 مربع 《بر روی سقف یک خودرو نقاشی شده‌است》. سیستم‌های نقش بندی و خواننده تنها محدود کننده‌های این کار هستند.
اتحادیه صنایع الکترونیک (EIA) پیشنهاد می‌کند که مارتیس داده برای برچسب زدن قطعات الکترونیک کوچک به کار برده بشود.

ماتریس داده جزء روش ردیابی قطعات،  در بسیاری  از صنایع شده‌است، خصوصاً صنایع فضایی که کنترل کیفیت بسیار مقوله مهمی است و بازار سیاه برای این قطعات تعمیرناپذیر یا تقلبی به وجود آمده‌است. ماتریس داده 《همراه با داده‌های الفبارقمی》 جزئیات شناسایی قطعه را در خود ذخیره می‌کند که شامل مشخصات سازنده، شماره قطعه و یک شماره سریال یکتا می‌شود. سازمان دفاع ایالات متحده استفاده از مارتیس داده را برای شناسایی یکتای قطعاتی که برای سرویس دهی استفاده می‌کند را اجباری کرده. این مسئله شامل قطعات سلاح تا قطعات حساس سیستم‌های اصلی می‌شود که با توجه به استاندارد نظامی ۱۳۰ باید با ماتریس داده یکتای غیرقابل آسیب دیدگی علامت دار شوند. بسیاری از صنایع فضایی، به خصوص اعضای اتحادیه حمل و نقل هوایی (ATA)، مجبور هستند در یک مدت فشرده تمام قطعات فضاپیماهای خود را با ماتریس داده نشانه گذاری کنند
فرمت ماتریس داده توسط Semacode برای ذخیره ۴۰۹۶ بیت RSA 《که کلیدهای محرمانه》 که قابل خواندن توسط دوربین و اسکن کننده‌ها باشد مورد استفاده قرار می‌گیرید.

## مشخصات تکنیکی

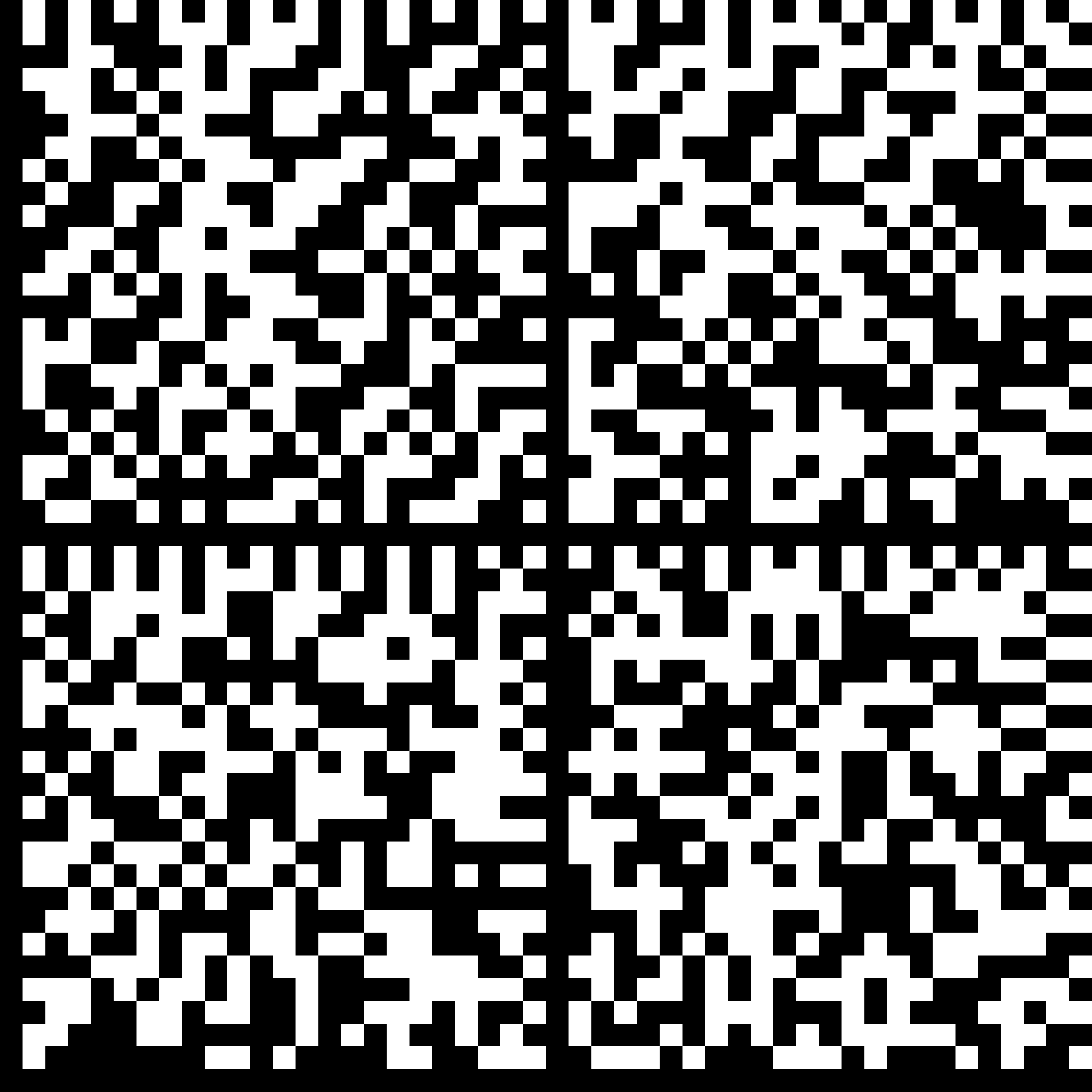
طرح‌نما as four segment Data Matrix

نشانه‌های ماتریس داده از ماژول‌هایی تشکیل شده‌است که در یک محیط با الگوهای قابل جستجووجو همزمان سازی، مرتب شده‌اند. این نشانه تا ۳٬۱۱۶ کارکتر از کل مجموعه کاراکترهای ASCII را کد می‌کند. نشانه از محیط‌های داده‌ای تشکیل شده‌است که مجموعه‌ای ماژول‌ها که به‌طور مرتب چیده شده‌اند را شامل می‌شود. هر محیط داده با یک الگوی جستجوی از بقیه جدا می‌شود، و از هر چهار وجه خود توسط مرز منطقه سکوت محاط شده‌است. 《نکته: ماژول‌ها می‌توانند دایره یا مربع باشند - در استاندارد شکل مشخصی تعریف نشده‌است》

نشانه‌ها دارای تعداد زوجی از ردیف‌ها و تعداد زوجی از ستون‌ها هستند. بسیاری از نشانه‌ها مربع‌هایی با اندازه ۱۰×۱۰ تا ۱۴۴×۱۴۴ هستند؛ ولی برخی نشانه‌ها مستطیل شکل با ابعاد ۸×۱۸ تا ۱۶×۴۸ هستند. تمام نشانه‌های از تصحیح خطای ECC۲۰۰ استفاده می‌کنند که می‌تواند توسط ماژول سمت بالا-راست که همرنگ با رنگ پس زمینه‌است شناسایی شود. (۰ دودویی)
ECC200 جدیدترین نسخه ماتریس داده‌است و از الگوریتمهای بررسی خطا و تصحیح کد کردن پیشرفته (مثل Reed-Solomon) پشتیبانی می‌کند. ECC۲۰۰ توانایی بازسازی کل رشته داده کد شده را در صورت صدمه دیدن ۳۰٪ اطلاعات 《با فرض این که ماتریس را بتوان به شکل صحیح قرار داد》 به ما می‌دهد.

## کاربردهای ماتریس داده

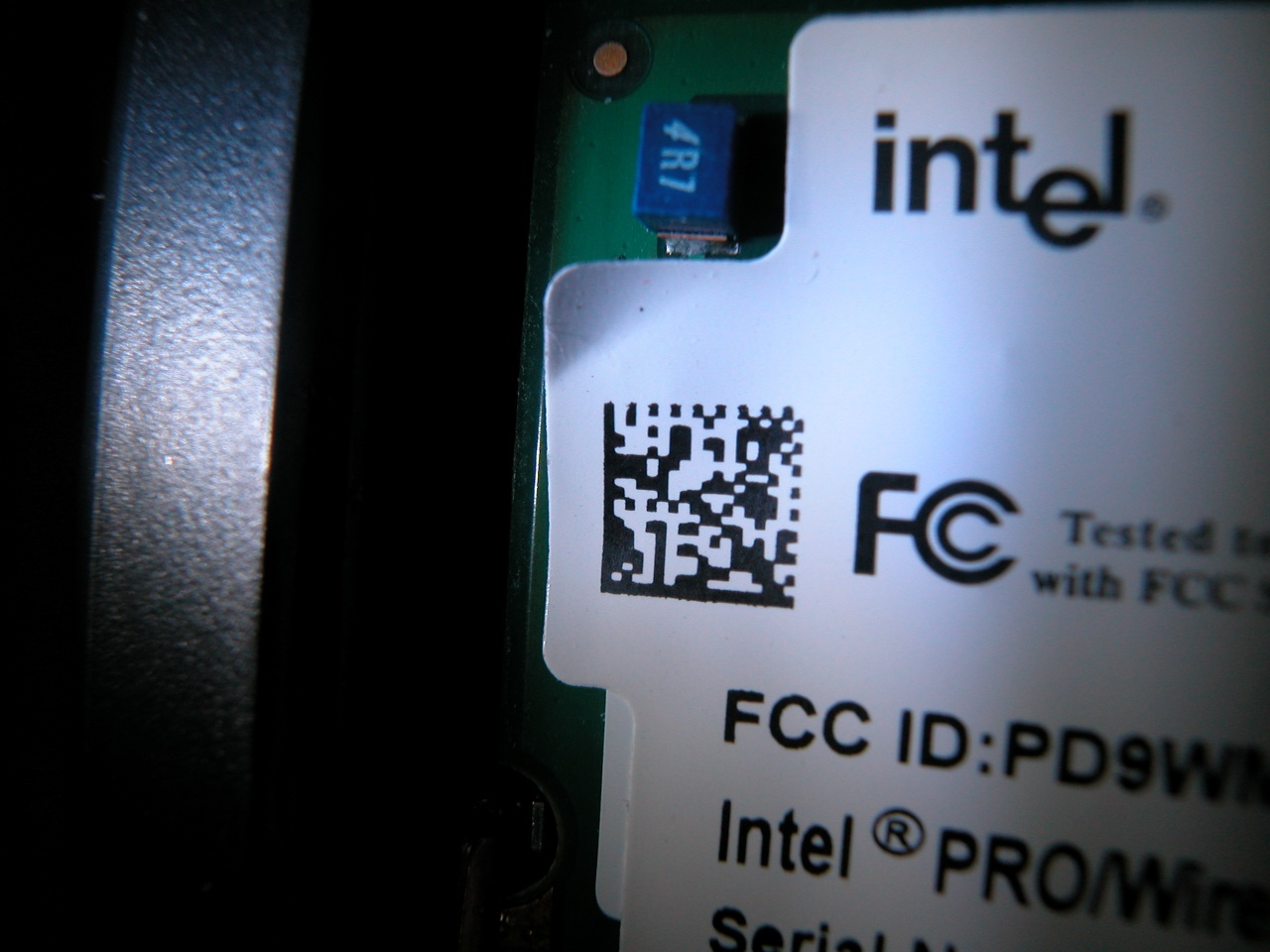
A data matrix on a Mini PCI card, encoding the serial number

کدهای مارتیس داده به صورت امری معمول در چاپ ویکی‌پدیا:برچسب‌ها و نامه‌ها درآمده‌اند. این کد را می‌توان به سرعت با استفاده از خواننده بارکد خواند که اجازه می‌دهد محموله‌ها را ردیابی کنیم، مثلاً زمانی که یک بسته باید به گیرنده فرستاده شود.
در مقاصد مهندسی صنایع، کدهای ماتریس داده را می‌توان مستقیماً به قطعه‌ها منسوب کرد، که باعث می‌شود هر قطعه دلخواه را بتوان با استفاده از داده‌های کد شده مارتیس داده پیدا کرد. کدها را می‌توان به روش‌های گوناگون بر روی قطعه‌ها چاپ کرد؛ ولی در کاربرد صنایع هوایی معمولاً از چاپگرهای ink-jet صنعتی، میخ‌نگاری (Dot-peen)، نشانه‌گذاری با لیزر، و قلمکاری شیمیایی الکترولیتی (ECE) استفاده می‌شود. این روش‌ها یک باید نگاره همیشگی برای تمام عمر قطعه ایجاد کنند.
پس از ساخت کد ماتریس داده، کد مورد نظر با استفاده از تجهیزات عکس‌برداری و نرم‌افزار تخصصی ارزیابی می‌شود. این ارزیابی تضمین می‌کند که کد مورد نظر مطابق استاندارد مربوطه‌است، و تضمین می‌کند که برای تمام عمر قطعه قابل خواندن است. پس از ورود قطعه به قسمت تعمیرات، کد مارتیس داده را می‌توان توسط دوربین خواند، که داده ماتریس داده را رمزگشایی می‌کند. این اطلاعات در چندین کاربرد مختلف به کار می‌آیند، مثل ردیابی جابجایی قطعه در زمان سرویس دهی یا بررسی اندوخته انبار است.
در حال حاضر کدهای ماتریس داده را در کنار کدهای متن باز 《مثل بارکدهای ۱ بعدی》 می‌توان توسط گوشی‌های همراه و با بارگذاری برنامه کاربردی سازگار با گوشی همراه خواند. با وجودی که اکثر این خواننده‌های گوشی‌های همراه قادر به خواندن ماتریس داده هستند، تنها تعداد کمی از آن‌ها قادر به بسط کاربرد اطاعات استخراج شده برای دسترسی و برهم‌کنش برنامه‌ها هستند. با استفاده از این گوشی‌ها و کاربرد ایمن کدهای ماتریس داده می‌توان خدمات پیگیری، روش‌های ضدسرقت، دولت الکترونیک، و روش‌های بانکداری را به راحتی به اجرا آورد.

## استانداردها
مارتیس داده توسط International Data Matrix, Inc. یا ID Matrix اختراع شد و بعداً با
RVSI / Acuity CiMatrix ادغام شد، که توسط Siemens در اکتبر ۲۰۰۵ خریداری شد و سپس توسط در سپتامبر ۲۰۰۸ به مالکیت Microscan Systems درآمد. امروزه مارتیس داده توسط بسیاری از استانداردهای ISO/IEC پوشش داده شده‌است و برای استفاده در بسیاری از برنامه‌های کاربردی که به صورت رایگان تولید می‌شوند در دسترس است.
- ISO/IEC 16022:2006—Data Matrix bar code symbology specification
- ISO/IEC 15415—2-D Print Quality Standard
- ISO/IEC 15418:2009—Symbol Data Format Semantics (GS1 Application Identifiers and ASC MH10 Data Identifiers and maintenance)
- ISO/IEC 15424:2008—Data Carrier Identifiers (including Symbology Identifiers) [IDs for distinguishing different bar code types]
- ISO/IEC 15434:2009—Syntax for high-capacity ADC media (format of data transferred from scanner to software, etc.)
- ISO/IEC 15459—Unique Identifiers

## چگونگی کاربرد

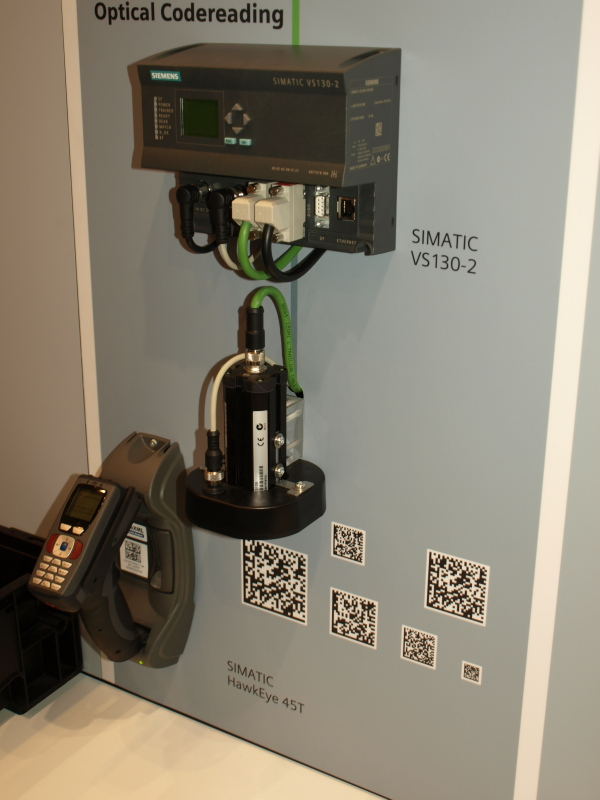
Industrial Data Matrix code readers

با وجودی که این یک استاندارد مجانی است، مدارکی که روال کد کردن را توضیح دهد وجو ندارد. مدارکی با قالب
پی‌دی‌اف یا ویکی‌پدیا:ویکی‌پدیا چه چیزی نیست را می‌توان از تارنمای سازمان بین‌المللی استانداردسازی به آدرس
www.iso.org خریداری کرد.

## Patent issues
Prior to the expiration of U.S. Patent ۵٬۶۱۲٬۵۲۴, intellectual property company Acacia Technologies claimed that Data Matrix was partially covered by its contents. As the patent owner, Acacia allegedly contacted Data Matrix users demanding license fees related to the patent.
Cognex Corporation, a large manufacturer of 2D barcode devices, filed a declaratory judgment complaint on March 13, 2006 after receiving information that Acacia had contacted its customers demanding licensing fees. On May 19, 2008 Judge Joan N. Ericksen of the U.S. District Court in Minnesota ruled in favor of Cognex. The ruling held that the '524 patent, which claimed to cover a system for capturing and reading 2D symbology codes, is both invalid and unenforceable due to inequitable conduct by the defendants during the procurement of the patent.
Notably, since the '524 patent expired in November 2007, a ruling against Cognex wouldn't have affected current use of Data Matrix anyway. However, it would have established that use of Data Matrix prior to November 2007 could potentially be covered by the '524 patent.
A German Patent Application DE 4107020 was filed in 1991, and published in 1992. This patent is not cited in the above US patent applications and might invalidate them.

## حلقه‌های کشت‌زار
In May 2006 a German computer programmer, Bernd Hopfengärtner, created a large data matrix in a wheat field (in a fashion similar to حلقه‌های کشتزار). The message read «برنامه «سلام، دنیا!»».